# Cranchiinae
Los cranquinos (Cranchiinae) son una subfamilia de cefalópodos con cuatro géneros conocidas vulgarmente como calamares de cristal.

## Especies
- Género Cranchia
  - Cranchia scabra
- Género Drechselia *
  - Drechselia danae *
- Género Leachia
  - Leachia (Leachia) cyclura
  - Leachia (Leachia) ellipsoptera
  - Leachia (Leachia) lemur
  - Leachia (Pyrgopsis) atlantica
  - Leachia (Pyrgopsis) pacifica
  - Leachia (Pyrgopsis) rynchophorus
- Género Liocranchia
  - Liocranchia gardineri *
  - Liocranchia reinhardti
  - Liocranchia valdiviae

Las especies listadas arriba con un asterisco (*) son cuestionables y necesitan más estudios para determinar si son una especie válida o un sinónimo.